# Митицький потік
Митицький потік (словац. Mitický potok) — річка в Словаччині, ліва притока Свінянського потоку, протікає в окрузі Тренчин.
Довжина приблизно 4.6-6.3 км. Витік знаходиться в масиві Фатрансько-Татранська область (геоморфологічна підодиниця Повазький Іновець); на висоті близько 670 метрів.
Протікає територією сіл Мніхова Легота; Тренч'янське Ястраб'є; Тренч'янське Мітиці і Свінна. Впадає у Свінянський потік на висоті приблизно 243-245 метрів.